# Кохання через смс
«Кохання через смс» — фільм 2011 року.

## Зміст
Дві людини намагаються зійтися, але для цього їм необхідно розібратися з їхніми численними стосунками, якими вони керували за допомогою електронного щоденника.

## У ролях
- Крістен Гаґер — Дені